# Distrito Escolar Independiente Consolidado de Goose Creek

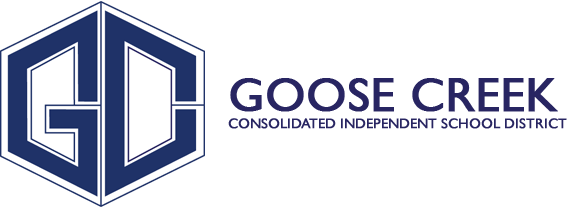
Logotipo del Distrito Escolar Independiente Consolidado de Goose Creek

El Distrito Escolar Independiente Consolidado de Goose Creek (Goose Creek Consolidated Independent School District, GCCISD) es un distrito escolar de Texas. Tiene su sede en Baytown. El consejo escolar del distrito tiene un presidente, un vicepresidente, un secretario, un vicesecretario, y tres miembros. A partir de 2011 Dr. Toby York era el superintendente del distrito. Gestiona escuelas en Baytown y Highlands.

## Escuelas

### Escuelas Preparatorias
- Sterling High School (EN)
- Goose Creek Memorial High School (EN)
- Robert E. Lee High School (EN)
- Impact Early College High School
- John M. Stuart Career Center

### Escuelas Secundarias
- Baytown Junior High School
- Cedar Bayou Junior High School
- George H. Gentry Junior High School
- Highlands Junior High School
- Horace Mann Junior High School

### Escuelas Primarias
- Alamo Elementary School
- James Bowie Elementary School
- George Washington Carver Elementary School
- David Crockett Elementary School
- Lorenzo de Zavala Elementary School
- Harlem Elementary School
- Mirabeau B. Lamar Elementary School
- San Jacinto Elementary School
- Ashbel Smith Elementary School
- William B. Travis Elementary School
- Victoria Walker Elementary School